# Neale Fraser

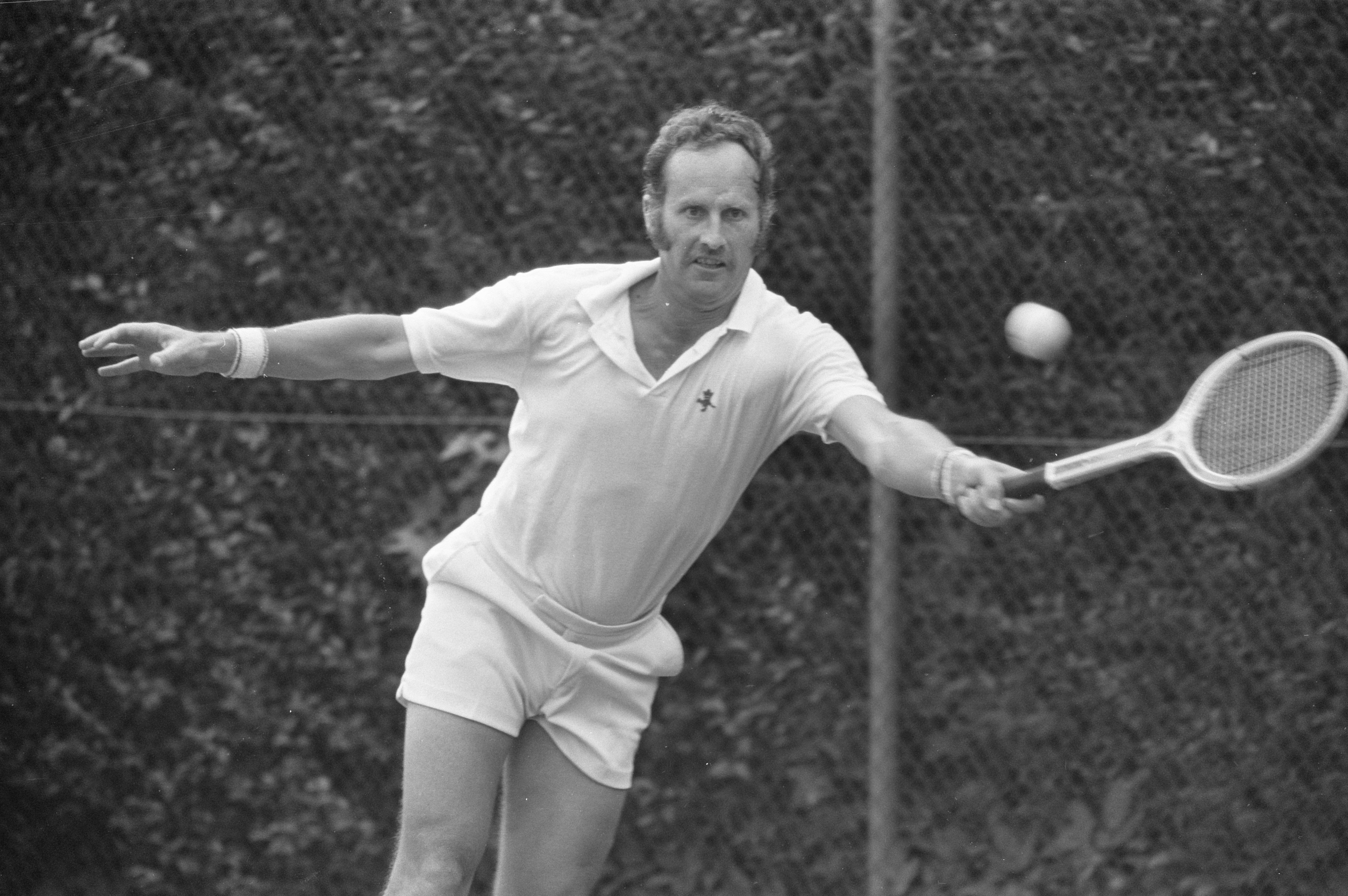
Neale Fraser 1972.

Neale Andrew Fraser, född 3 oktober 1933 i Melbourne, Australien, död 2 december 2024, var en australisk vänsterhänt tennisspelare.
Neale Fraser rankades som världsetta bland amatörer 1959 och 1960, och var en av världens tio bästa tennisspelare 1956–1962. Fraser var visserligen en utomordentlig singelspelare med tre Grand Slam-titlar (därtill ett antal finaler) under karriären, men han föredrog själv lagspel i Davis Cup och dubbelspel.

## Tenniskarriären
Som dubbelspelare vann Fraser perioden 1957–1962 totalt 11 Grand Slam-titlar tillsammans med landsmännen Ashley Cooper, Lew Hoad och Roy Emerson. Titlarna var fördelade med tre vardera i Australiska mästerskapen, Franska mästerskapen och Amerikanska mästerskapen och två i Wimbledonmästerskapen. Sju av dubbeltitlarna vann han tillsammans med Emerson, med minst en titel i alla fyra GS-turneringar. I dubbelfinalen i Wimbledonmästerskapen 1958 mötte paret Fraser/A. Cooper det svenska paret Ulf Schmidt/Sven Davidson. Svenskarna vann i tre raka set (6-4, 6-4, 8-6).
I singelfinalerna i Amerikanska mästerskapen besegrade han Alex Olmedo (1959; 6-3, 5-7, 6-2, 6-4) och Rod Laver (1960; 6-4, 6-4, 10-8). Tidigare på sommaren 1960 hade han vunnit Wimbledontiteln också efter finalseger över Rod Laver (6-4, 3-6, 9-7, 7-5).
Fraser tillhörde Australiens Davis Cup-lag 1955–1963. Han vann 18 av 21 matcher. År 1959 spelade laget världsfinal mot USA på West Side Tennis Club i Forest Hills. Fraser vann sina båda singelsmatcher, den första var öppningsmatchen mot det årets Wimbledonmästare, Alex Olmedo. Dubbelmatchen vann Fraser tillsammans med Roy Emerson.
År 1970 efterträdde han den legendariske Harry Hopman som icke spelande lagkapten för DC-laget. Han kom att inneha den posten under hela 23 år (fram till 1993). Under Frasers ledning vann laget cupen 1973, 1977, 1983 och 1986.
Fraser slutade med tävlingstennis efter säsongen 1963.

## Spelaren och personen
Neale Fraser var en kraftfullt byggd, vänsterhänt person. Han spelade med stor beslutsamhet och auktoritet och hade en "tung" serve och utomordentliga volleyslag.
Han upptogs 1984 i International Tennis Hall of Fame.

## Grand Slam-titlar
- Australiska mästerskapen
  - Dubbel - 1957, 1958, 1962
  - Mixed dubbel - 1956
- Franska mästerskapen
  - Dubbel - 1958, 1960, 1962
- Wimbledonmästerskapen
  - Singel -1960
  - Dubbel -1959, 1961
  - Mixed dubbel - 1962
- Amerikanska mästerskapen
  - Singel - 1959, 1960
  - Dubbel - 1957, 1959, 1960
  - Mixed dubbel - 1958, 1959, 1960